# Thomas Ulmer
Thomas Ulmer (n. 25 iulie 1956, Karlsruhe, RFG) este un om politic german, membru al Parlamentului European în perioada 2004-2009 din partea Germaniei.